# Feliniopsis tamsi
Feliniopsis tamsi är en fjärilsart som beskrevs av Emilio Berio 1975. Feliniopsis tamsi ingår i släktet Feliniopsis och familjen nattflyn. Inga underarter finns listade i Catalogue of Life.